# Trères
 (janvier 2021).
Si vous disposez d'ouvrages ou d'articles de référence ou si vous connaissez des sites web de qualité traitant du thème abordé ici, merci de compléter l'article en donnant les références utiles à sa vérifiabilité et en les liant à la section « Notes et références ».
Les Trères (grec : Τρῆροι) sont une tribu thrace mentionnée par Strabon, un géographe et historien grec du premier siècle de notre ère.